# Karel Vladimir Truhlar
Karel Vladmir Truhlar (Gorizia, 3 settembre 1912 – Renon, 4 gennaio 1977) è stato un teologo, poeta e gesuita sloveno di origini ceche.

## Biografia
Karel Vladimir Truhlar nacque il 3 settembre 1912 a Gorizia, città allora appartenente all’impero austro-ungarico. Il padre František Truhlař, di origine cèca, era un dipendente delle ferrovie e la madre Marija Malnerčič una carsolina di Divača. Nell’imminenza dell’attacco italiano sul fronte isontino (primavera 1915) la famiglia sfollò a Jesenice nell’Alta Carniola, dove visse per qualche anno in una soffitta fra gli stenti e la povertà. Truhlar fu quindi segnato fin dalla più tenera infanzia dal destino del profugo intruso mal sopportato e guardato con sospetto.
Nelle mutate condizioni politiche del Regno dei Serbi, dei Croati e degli Sloveni egli frequentò la scuola elementare (1918-23) e poi fu avviato dai familiari al triennio professionale (1923-26). Ma considerata la sua vivace intelligenza e il l'ottimo profitto, con l’aiuto di alcuni benefattori si iscrisse poi al liceo classico, dove conseguì la maturità nel 1933.
Il periodo liceale lubianese fu molto intenso sia per la sua formazione spirituale sia per la sua futura vocazione letteraria. Risale infatti a quest’epoca la frequentazione del prof. Ernest Tomc e il suo fervore per l’associazionismo cattolico nelle file del “Dijaški orel” (Aquila studentesca) e della “Marijina kongregacija” (Congregazione mariana) prima e successivamente di “Mladci” (I giovani) e la lettura appassionata di “Več luči!” di Mahnič.  Come pure la collaborazione alle riviste studentesche “Mentor”, “Žar”, “Mladika”, “Naša zvezda”, “Zoreče klasje” e “Plamen”, animate talvolta dall’effervescente attivismo del prof. Ferdo Kozak e in cui sono reperibili i primi acerbi esperimenti letterari di Jože Udovič, J. Kastelic e C. Vipotnik. Contemporaneamente Truhlar si segnalò come leader del movimento studentesco delle “cravatte verdi” nelle manifestazioni organizzate a Lubiana contro il dispotismo di Alessandro I di Jugoslavia. 
Già durante l’adolescenza e la prima giovinezza quindi Truhlar aveva respirato un “clima spirituale” propedeutico ad una pedagogia in grado di permettergli di scoprire «il filo segreto che conduce oltre il puro e semplice dovere, oltre la mediocrità». In altri termini egli era venuto inconsciamente già in contatto con «lo spirito ignaziano del “magis”, del più e sempre di più, che si alimenta a sorgenti religiose, alla verità dell’ “homo Dei”, dell’uomo come cosa di Dio». In tal modo attraverso questa pedagogia giovanile coniugante contemplazione ed azione  l’«immotivated man di Thomas Mann e in genere dei nichilismi e scetticismi banali dei nostri tempi» trovava «ciò di cui ha bisogno per motivarsi»,. 
Durante l’ultimo anno di liceo maturò in lui la decisione di farsi sacerdote. Entrò quindi nel seminario diocesano (1933) per approfondire lo studio della filosofia che concluse dopo un soggiorno biennale (1934-36) presso l’Università Gregoriana di Roma con la tesi «Das Erkennen der Existenz» (La conoscenza dell’esistenza), in cui sono evidenti le influenze del pensiero di Veber. Ma questo è soprattutto il periodo in cui si appassiona al metodo filosofico di Aleš Ušeničnik (1868-1951), libero da schematismi e da pedanterie.
Ritornato a Lubiana, nel 1936 iniziò con profitto gli studi di teologia, benché il metodo d’insegnamento con le sue schematizzazioni e le sue gabbie obbligate lo lasciasse insoddisfatto e perplesso. Per questo egli si avvicinò al pensiero di Romano Guardini, di Joseph Maréchal e di altri pensatori contemporanei che privilegiavano l’aspetto esistenziale della ricerca filosofica.
Pur figurando studente-seminarista dovette assolvere agli obblighi militari (luglio-dicembre ’38) ad Osijek nella Slavonia Orientale, dove ebbe l’opportunità di approfondire la conoscenza parlata del serbo-croato. Nei momenti di pausa in questa cittadina sulla Drava iniziò la lettura delle opere di Solovjëv, che gli spalancò davanti le infinite possibilità di una “filosofia cristiana” fondata sulla “metafisica dell’unitotalità”.
Truhlar fu ordinato sacerdote il 29 ottobre 1939 e conseguì la laurea in teologia nel giugno 1941 con la tesi «Der Vergöttlichungeprocess bei Vladimir Solovjëv» (Il processo di indiamento in Vladimir Solovjëv). Trascorse il periodo bellico intervallando brevi periodi di specializzazione a Roma con l’attività di spirituale nel seminario di Lubiana. Qui maturò la decisione di dedicarsi definitivamente alla teologia spirituale, ma contemporaneamente coltivò con fervore anche lo studio della dogmatica come testimonia il saggio «Nauk Vladimira Solovjëva o razvoju dogme» (La dottrina di Vladimir Solovjëv sull’evoluzione del dogma), pubblicato in “Bogoslovni vestnik” (n. 24, 1944, pp. 279-90).
Nella primavera-estate del 1945 seguì le sorti della cosiddetta “facoltà teologica di Rožman” prima a Praglia (Padova) e poi in Alto Adige. Ma l’anno successivo (18 novembre 1946) su consiglio del p. Augustin Bea entrò nella Compagnia di Gesù, un ordine dedito alla “fidei defensio et propagatio”. Trascorse quindi il noviziato (1946-48) a Pullach (presso Monaco di Baviera) dove incontrò come spirituale p. Albert Stögger, un uomo di rara sensibilità tutto dedito alla coniugazione della ricchezza umana con la spiritualità ignaziana. Alla sua scuola Truhlar concepì le basi moderne della sua antropologia e della sua Cristologia. In quest’ambiente fu cioè “inventato” quel cammino di ricerca esperienziale declinato poi da Truhlar per tutto il resto della sua esistenza. Perché qui furono poste le radici prime di quell’umanesimo cristologico noto come esperienza dell’Assoluto (“izkustvo Absolutnega”) che Truhlar si sforzò sempre di coltivare e di approfondire. In altri termini per Truhlar lo studio era un “itinerarium mentis in Deum” e la “contemplatio” era «la percezione acategoriale dell’assoluto, in contrapposizione alla conoscenza discorsiva e alla costruzione attiva della vita sulla base di questa discorsiva razionalità». Contemplazione ed azione diventavano così nella sua concezione un binomio inscindibile, per cui l’uno non può sussistere senza l’altro.
Nel 1949 ricevette l’invito da parte della Gregoriana di recarsi a Roma per essere integrato nel corpo docente di quell’università. Con la collaborazione di p. Stögger preparò una ricerca sull’interiorità di Sant'Ignazio, che fu pubblicata nella “Revue d’ascétique et de mystique”. Inoltre un estratto di questo lavoro dal titolo “Das Gottfunden des hl. Ignatius in sein letzen Jahren” fu giudicato come la corretta interpretazione della spiritualità ignaziana. E con questo biglietto da visita, unitamente ad altri quattro saggi, si presentò come “professor extra-ordinarius” alla Gregoriana. Fu insegnante incaricato dal 1950, per diventare poi ordinario dal 1956. Qui per un breve periodo Truhlar ricoprì la cattedra di Mariologia. Ma ben presto manifestò al rettore Paolo Dezza il desiderio di dedicare la propria ricerca e il proprio insegnamento esclusivamente alla teologia spirituale. 
Giunto a questa meta egli si sentiva “un uomo dall’animo grande e dalle grandi idee” in armonia con lo spirito ignaziano che aveva abbracciato come scelta e vocazione. Truhlar era nato per studiare: concepiva cioè lo studio come azione nel mondo. Quanto poi alla teologia spirituale, egli la concepiva sotto una propria luce particolare, «come iniziazione all’esperienza cristiana». Tenuto conto che il termine “esperienza” significava per lui «un sentire, una percezione con cui lo spirito, o meglio, l’uomo nella sua totalità raggiunge un contenuto (se stesso, l’assoluto …) non attraverso i concetti e il loro concatenamento nel discorso mentale (come p.e., attraverso i concetti e le idee relative al sottosuolo, si raggiunge l’interno di un vulcano), ma attraverso l’impronta immediata della presenza del proprio essere, dell’assoluto … e attraverso la reazione di risposta dell’uomo che integra questa impronta». 
Verso la metà degli Anni Sessanta le sue lezioni erano frequentate da circa 300/350 iscritti, provenienti da circa trenta collegi nazionali. Ma queste attività vedevano il concorso anche di cento fra ordini religiosi e congregazioni. Le lezioni di Truhlar si diversificavano in una gamma variegata di argomenti, come teologia spirituale del laicato e del monachesimo, teologia del lavoro e del tempo libero, l’assoluto sacro e l’assoluto estetico, politica e Weltanschauung, sensi-spirito-esperienza, poesia e vita spirituale. Nel corso degli anni il suo insegnamento subì un’evoluzione passando dall’analisi di singole lettere di San Paolo all'umanesimo cristiano, da temi squisitamente religiosi ad altri di natura gnoseologica e soprattutto estetica. Ma in questi suoi approfondimenti egli partiva sempre dalla “distinzione” «tra una conoscenza “razionale” (concettuale, discorsiva), da escludere l’esperienza come tale, e una conoscenza “intellettiva aconcettuale, acategoriale”, che si considerava e si considera come costituente essenziale dell’esperienza». 
Per circa un decennio collaborò con la rivista “Meddobje” pubblicata in Argentina da parte dell’emigrazione anti-comunista. Qui pubblicò il saggio cristologico “Razvijanje in križanje človeške narave” (Sviluppo e crocifissione della natura umana) (1956, n. 4-5, pp. 169-74) e la riflessione teologica “Preobražanje sveta in beg pred njim” (Trasformazione del mondo e fuga davanti ad esso) (1956-57, n. 1-2, pp. 1-9). Nel 1958 uscì a Buenos Aires la raccolta di liriche “Nova zemlja” (La terra nuova) e in Meddobje il saggio “Krščanska doraslost” (La maturità cristiana). L’anno successivo comparve la riflessione “Problem osebne pokorščine” (Il problema dell’obbedienza personale) (1959, n. 3-4, pp. 93-99). Sempre in Meddobje (1961, n. 3-4, pp. 105-12) pubblicò il ciclo poetico del Battista accompagnato dal saggio-commento “Revolucija, konservativizem in življenje kulture” (Rivoluzione, conservatorismo e vita della cultura). E nello stesso anno uscì presso la SKA (Azione Culturale Slovena) di Buenos Aires la sua seconda raccolta poetica “Rdeče bivanje” (L’esistenza rossa).
Ma la sua intervista del 24 maggio 1965, da cui emerge che alcuni scrittori della diaspora anti-comunista non hanno un’esatta comprensione degli avvenimenti interni alla Slovenia, causò una spaccatura all’interno della SKA, segnando anche la fine di questa “istituzione” come guida spirituale dell’emigrazione slovena. Rifiutata da Meddobje, l’intervista fu pubblicata dalla rivista triestina “Mladika” col titolo “Pogovor pod Kvirinalom” (1966, X, n. 1, pp. 9-12).
Alla fine del 1969 fu stampato presso la Mohorjeva Družba di Celje “V dnevih šumi OCEAN” (Nei giorni sussurra l’OCEANO): ripubblicazione delle due precedenti raccolte rivedute ed ordinate in sette sezioni e due cicli.
Nel 1971 pubblicò presso la Queriniana di Brescia “I concetti fondamentali della teologia spirituale”, da cui emergono i lineamenti peculiari della sua gnoseologia e della sua ontologia. 
Nel 1973 uscì a Celje la sua seconda raccolta lirica “Luč iz črne prsti” (La luce dal limo nero). Nello stesso anno fu pubblicato il suo corposo “Lessico di spiritualità” in cui i lemmi dell’ethos cattolico vengono rivisitati alla luce di una moderna sensibilità.
Alla fine del 1974 all’età di 62 anni, dopo averne trascorsi circa 25 a Roma dedito ad “un’intensa attività didattica e di ricerca”, Truhlar chiese ed ottenne il collocamento a riposo ritornando in patria nella casa dei Gesuiti di Dravlje, un sobborgo di Lubiana. Le autorità jugoslave gli avevano garantito libertà di parola e di azione, o almeno di questo egli era convinto. In realtà gli ultimi anni della sua vita furono avvelenati dagli attacchi di un clero conservatore restio alle innovazioni del Concilio e dalle angherie della polizia jugoslava. Convintosi dell’impossibilità di operare in patria, lasciò Dravlje nel giugno del 1976 per ritirarsi in volontario esilio a Longomoso (Bolzano). Qui morì improvvisamente per un attacco di ischemia cerebrale la mattina del 4 gennaio 1977.
Dopo la sua morte furono pubblicati postumi per l’interessamento della sorella Zora e del fido allievo Lojze Bratina “Doživljanje absolutnega v slovenskem leposlovju” (La vicenda dell’assoluto nella letteratura slovena), una serie di saggi letterari precedentemente comparsi nella rivista “Znamenje”, e le due raccolte inedite di liriche “Motnordeči glas” (La voce rossotorbida) e “Kri” (Sangue).
Dal 2016 la sua produzione lirica è presente nell’importante collana “Zbrano delo slovenskih pesnikov in pisateljev” (Opera omnia dei poeti e dei narratori sloveni) pubblicata dall'Accademia slovena delle scienze e delle arti.

## Pensiero
La speculazione filosofico-teologica di Truhlar si svolge parallelamente a quella di Romano Guardini, di Hans Urs von Balthasar e di Karl Rahner, trovando le proprie fonti originarie nell’antropologia di Sant'Agostino e nella gnoseologia di Dionigi l’Areopagita. Egli si muove nel solco di quella tradizione paleocristiana e alto-medievale che non si esprimeva in trattati logico-discorsivi, ma affidava la propria “esperienza” dell’ “ineffabile”, ossia “intraducibile” in termini logico-razionali, ad opere simboliche. La sua indagine ontologico-gnoseologica si collega pertanto alla tradizione dell’“apofatismo” per affrontare le sfide della storia e delle filosofie novecentesche. Essa si colloca, cioè, sul versante opposto a quello dell’oggettivismo scolastico per riprendere in chiave contemporanea una tradizione che trova i suoi antecedenti in Efrem il Siro, Eckhart von Hochheim, Nicola Cusano, Jacob Böhme, Angelo Silesio, Blaise Pascal, Friedrich Schelling, Friedrich Jacobi, Søren Kierkegaard. Truhlar riprende cioè il filo di un pensiero millenario dopo la rivoluzione kantiana, in un’età storica in cui la spiritualità deve aprirsi uno spazio fra il materialismo da una parte e le filosofie dell’esistenza dall’alta. Il pensiero truhlariano si presenta particolarmente influenzato dalla filosofia di Vladimir Solov'ëv, da alcune intuizioni mistiche di Teilhard de Chardin, dalla metodologia speculativa di Joseph Maréchal e di Aleš Ušeničnik. Al suo interno inoltre si notano delle convergenze con aspetti gnoseologico-ontologici sia della poesia (Rabindranath Tagore, Giuseppe Ungaretti, gli ermetici, T. S. Eliot, Juan Ramón Jimenez) sia delle arti figurative (De Chirico, Magritte, Virgilio Guidi) del Novecento. Truhlar parte dalla concretezza dell’esperienza per far emergere la presenza dell’Assoluto nella spiritualità umana. Egli definisce il suo metodo “razionale-esperienziale”, cioè un’indagine che, senza sminuire la razionalità, la trascende inglobandola in sé attraverso un’adesione totale della persona, per approdare ad un evento a-categoriale ed a-tematico inesprimibile con concetti logico-discorsivi, ma esplicabile attraverso un linguaggio simbolico. In sintesi tutta la sua speculazione prende corpo dall’assioma “tutto è simbolo”, in un contesto in cui la realtà metafisica non viene raggiunta attraverso i concetti, «ma tramite un’impronta immediata della presenza dell’assoluto e attraverso la reazione di risposta dell’uomo che integra questa impronta. L’assoluto percepito non “dimostra”, non spiega se stesso con mezzi termini, ma si manifesta, testimonia se stesso, e questa auto-testimoninza è l’ultimo fondamento dell’evidenza che l’uomo ha dell’esperienza e del suo contenuto oggettivo».

## Raccolte Liriche
“V dnevih šumi OCEAN” (Nei giorni sussurra l’OCEANO). In un lirismo pittorico in cui i colori caldi si alternano a quelli freddi la parola poetica evoca costantemente un mistero che la ragione non può chiarire, ma solo un linguaggio simbolico sa suggerire. Nell’opera l’autore dimostra di essersi impadronito e di aver personalizzato tutte le tecniche più avanzate dell’arte novecentesca per esprimere in versi la condizione umana costantemente sorretta dalla fede cristiana sul cammino della speranza escatologica. 
“Luč iz črne prsti” (La luce dal limo nero). L’opera affronta simbolicamente la tematica post-conciliare alla luce di una coscienza critica auspicante un profondo rinnovamento in seno al cattolicesimo. In uno stile colloquiale e narrativo al contempo le sue liriche affrontano le sfide del presente per proiettarsi verso il futuro. L’autore entra così liricamente nel cuore di una storia ecclesiale che costantemente si dipana fra tradizione e modernità, persona e collettività, vicenda e mistero. 
“Motnordeči glas” (La voce rossotorbida). Le composizioni affrontano tematiche teologiche alla luce del pensiero dell’autore: qui trovano una costante rispondenza fenomeno ed assoluto, evocazione e mistero, rivelazione ed esperienza, simbolo e realtà. È l’opera in cui il tonalismo pittorico si fa più invadente ed acceso in un messaggio costantemente legato al sacro rivelato neotestamentario. 
“Kri” (Sangue). L’asse tematico della raccolta è ancora una volta la situazione dell’uomo nel mondo. Ma quest’opera si stacca nettamente dalle precedenti perché l’autore affronta il rapporto fra libertà e destino. Un linguaggio estremamente stringato si chiude nella “brevitas” di un ermetismo impenetrabile. Siamo in presenza di un messaggio che dà voce all’ineffabile esperienziale per tradurre sulla pagina il mistero come suggestione assoluta in una costante contrasto fra l’effimero e l’eterno.

## Poetica
La poetica truhlariana si colloca sul versante del modernismo simbolista novecentesco. Per Truhlar infatti la poesia è un linguaggio simbolico: registrazione improvvisa di esperienze esistenziali che imprimono nell’anima una traccia profonda e indelebile. La poesia è concepita come forma di conoscenza pura, intuitiva e immediata che stupisce di fronte al fenomeno per avvertire al di là di esso il mistero come realtà assoluta. In questa concezione della poesia l’autore inserisce una rivoluzione espressiva tendente a concentrare nel testo poetico elementi pittorici, filosofici, teologici e mistici. Nei componimenti i versi tradizionali sono sostituiti da enunciati brevi, costituiti spesso da una sola parola, mentre i nessi sintattici sono ridotti al minimo. Le pause e gli spazi bianchi divengono così determinanti nella struttura del discorso: le parole sembrano emergere, cariche di significati analogici, dall’infinità del silenzio. La poetica truhlariana si basa sulla riscoperta del valore della parola simbolica come unità di significato fra metafora ed analogia, grafema e nota musicale, pennellata pittorica e concetto. La parola poetica, soppesata, sofferta e illuminante, è il risultato di una faticosa ricerca e al contempo di un’improvvisa illuminazione. Nei suoi contenuti la poesia diventa traduzione del rapporto tra la fragilità umana e la tensione all’assoluto in un linguaggio scandito da un ritmo in cui stato d’animo ed effetti sonori costituiscono un “unicum” sempre teso ad evocare un mistero assoluto “al di là” delle apparenze fenomeniche. Ne consegue un emblematismo tutto giocato su metafore ed analogie in cui si fondono, si confondono e si sublimano in una visione personale della realtà tutti gli “-ismi” novecenteschi, dall’impressionismo all’espressionismo, dal futurismo al surrealismo, dal cubismo all’astrattismo.

## Critica Letteraria
“Doživljanje absolutnega v slovenskem leposlovju” (L’evento dell’assoluto nella letteratura slovena). Raccoglie i saggi letterari già pubblicati da Truhlar nella rivista “Znamenje” e composti negli ultimi anni della sua vita. Si tratta di un’opera unica nel suo genere che legge i grandi autori della letteratura slovena, spaziando dalle opere di France Prešeren, Simon Jenko, Janez Mencinger, Janez Tavčar, Dragotin Kette, Josip Murn, Ivan Cankar, Župančič a quelle di Miran Jarc, Alojz Gradnik, Tone Vodnik, France Balantič, Edvard Kocbek, Ivan Hribovšek e Strniša, alla luce del pensiero dell’autore. Il titolo dato al volume riassume in maniera chiara e sintetica l’asse attorno al quale ruota l’indagine critica truhlariana. Una rilettura della letteratura slovena “per autore” che si smarca dalle correnti critiche e dai manualismi tradizionali per privilegiare il rapporto fra ansia di assoluto ed esperienza umana, tensione metafisica e messaggio poetico.

## Opere Teologiche
Fra i testi più rappresentativi della sua bibliografia teologica bisogna in questa sede segnalare:
- “De experientia mystica”, Roma, 1951
- “Antinomiae vitae spiritualis” (Antinomie della vita spirituale), Roma, 1958 (trad. it. e spagnola)
- “Structura theologica vitae spiritualis”, Roma, 1959
- “Problemata theologica de vita spirituali laicorum et regiosorum”, Roma, 1960
- “Labor christianus” (Per una Teologia del lavoro), Roma 1961 (trad. it. e spagnola)
- “Christusfahrung (Cristo nostra esperienza), Roma, 1964 (trad. it., spagnola e olandese)
- “Fuite du monde et conscience chrétienne d’aujourd’hui», Roma, 1965 (trad. it.)
- “L’ora dei laici”, Torino, 1966 (trad. spagnola)
- “Teilhard und Solowjew”. Dichtung und religiöse Erfahrung, Freiburg-München, 1966 (trad. it. e spagnola)
- "Sul mondo d’oggi". Meditazioni teologiche, Brescia, 1967
- “Pokoncilski katoliški etos” (Ethos cattolico postconciliare), Celje, 1968 (trad. it.)
- "Katolicizem v poglobitvenem procesu" (Il cattolicesimo in processo di approfondimento), Celje, 1971
- “Concetti fondamentali della teologia spirituale”, Brescia, 1971
- “Lessico di spiritualità”, Brescia, 1973
- “Leksikon duhovnosti”, Celje, 1974
- “Hoja za Kristusom” (La sequela di Cristo) (postumo), Celje, 1978

A questi testi autonomi di Truhlar possiamo aggiungere due opere scritte in collaborazione con il prof. G. Thils dell’Università Cattolica di Lovanio:
- “Laïcat et sainteté I", Laïcs et la vie chrétienne parfaite, Roma, 1963 (trad. ted., it., spagnola e portoghese)
- "Laïcat et sainteté II", Sainteté et vie dans le siècle. Roma, 1965 (trad. it., spagnola, portoghese)

Inoltre il prof. Truhlar pubblicò circa 250 tra articoli e saggi per varie riviste, nonché voci per dizionari ed enciclopedie teologiche, tra le quali anche la nota enciclopedia teologica postconciliare “Sacramentum mundi”, curata da Karl Rahner.

## Lirica
- “Nova Zemlja”, Buenos Aires, 1958
- “Rdeče Bivanje”, Buenos Aires, 1961
- "V dnevih šumi Ocean", Celje, 1969
- "Luč iz črne prsti", Celje, 1973
- “Motnordeči glas” (postumo), Ljubljana-Dravlje, 1979
- “Kri” (postumo), Ljubljana-Dravlje, 1979

## Critica
- “Doživljanje absolutnega v slovenskem leposlovju” (La vicenda dell’assoluto nella letteratura slovena) (postumo), Župniški urad, Ljubljana-Dravlje, 1977

## Edizioni in italiano
- Teologia in poesia, introduzione di Sebastian Brock, Lipa, Roma, ISBN 978-88-86517-71-3